# Jedlicze
Jedlicze là một thị trấn thuộc huyện Krośnieński, tỉnh Podkarpackie ở đông-nam Ba Lan. Thị trấn có diện tích 11 km². Đến ngày 1 tháng 1 năm 2011, dân số của thị trấn là 5608 người và mật độ 529 người/km².